# Vstreči na rassvete
Vstreči na rassvete (Встречи на рассвете) è un film del 1969 diretto da Ėduard Aleksandrovič Gavrilov e Valerij Ivanovič Kremnev.